# عيسي بريونز
عيسي بريونز (بالإنجليزية: Isa Briones)‏ هي ممثلة أمريكية، ولدت في 17 يناير 1999 في لندن في المملكة المتحدة. من الجوائز التي نالتها Ovation Awards ‏ سنة 2018.

## جوائز
- Ovation Awards [الإنجليزية]‏ (2018)

## وصلات خارجية
- الموقع الرسمي
- عيسي بريونز على موقع IMDb (الإنجليزية)
- عيسي بريونز على موقع روتن توميتوز (الإنجليزية)
- عيسي بريونز على موقع ألو سيني (الفرنسية)
- عيسي بريونز على موقع ميوزك برينز (الإنجليزية)
- عيسي بريونز على موقع أول موفي (الإنجليزية)
- عيسي بريونز على موقع قاعدة بيانات برودواي على الإنترنت (الإنجليزية)
- عيسي بريونز على موقع قاعدة بيانات الفيلم (الإنجليزية)
- عيسي بريونز على موقع ليتربوكسد (الإنجليزية)
- عيسي بريونز على موقع كينوبويسك (الروسية)